# 埼玉県道328号金明町鳩ヶ谷線

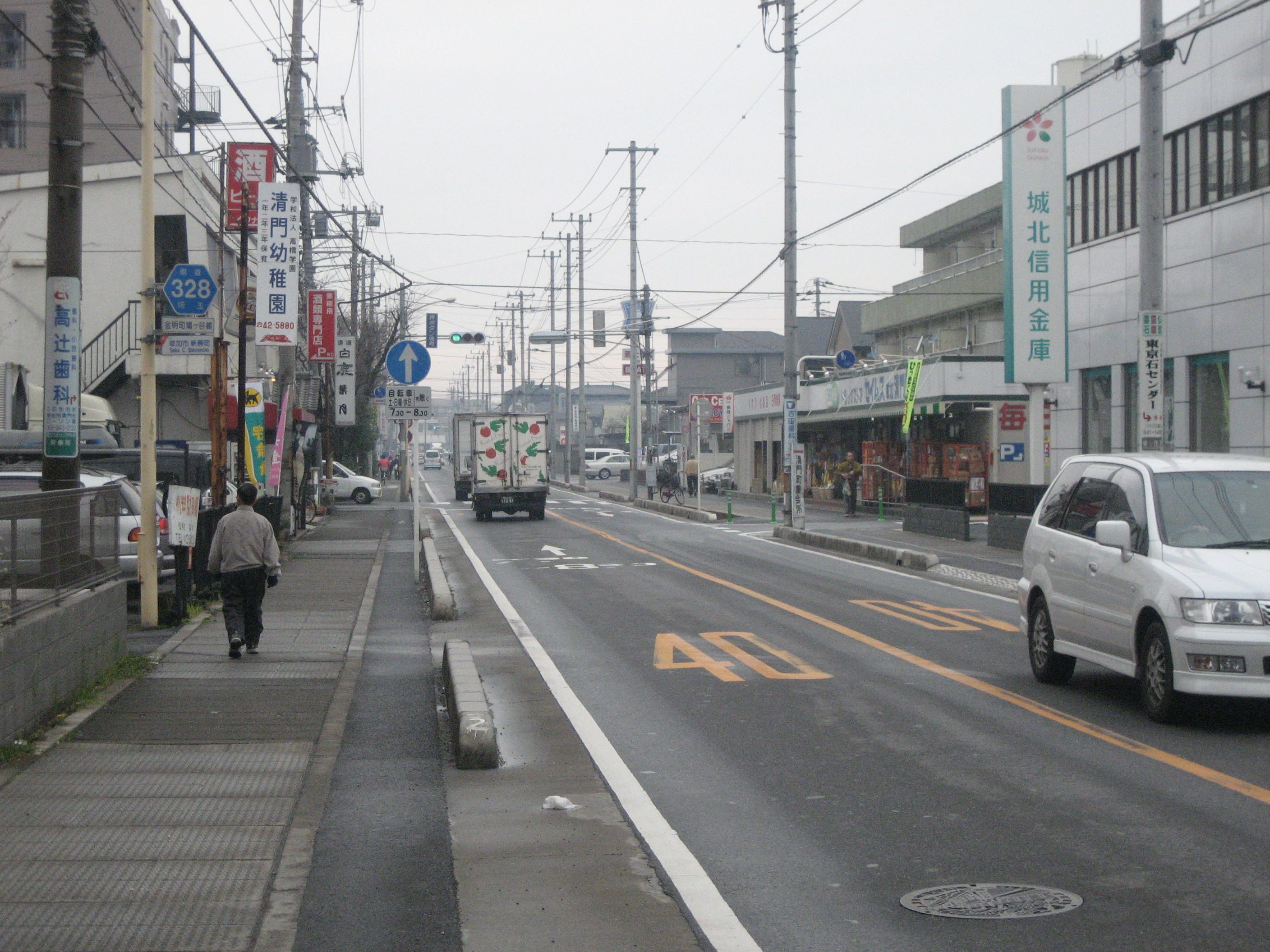
草加市新善町付近

埼玉県道328号金明町鳩ヶ谷線（さいたまけんどう328ごう きんめいちょうはとがやせん）は、埼玉県草加市から同県川口市に至る都道府県道である。

## 概要
総距離は約6 km。国道298号交点から埼玉県道239号足立川口線交点までの区間は、朝晩は交通量が多くなっている。草加市清門町内の990 mの区間は草加市の都市計画道路である。

### 路線データ
- 起点：埼玉県草加市金明町[2]（埼玉県道49号足立越谷線交点）
- 終点：埼玉県川口市鳩ヶ谷本町[2]（埼玉県道105号さいたま鳩ヶ谷線交点）
- 総距離：約6 km[1]（うち川口市内の実延長3,74 km[4]）

## 歴史

### 年表
- 1960年（昭和35年）9月1日：埼玉県告示第652号により、埼玉県道に認定される[2]。

## 路線状況

### 道路施設
- 堂下橋：全長4.5 m[5]

### 交通量
24時間自動車類交通量（上下合計）（単位：台）　道路交通センサス
| 区間                      | 平成17（2005）年度 | 平成22（2010）年度 | 平成27（2015）年度 |
| ------------------------- | ------------------ | ------------------ | ------------------ |
| 起点～国道298号           | 8,319              | 11,786             | 10,585             |
| 国道298号～県道足立川口線 | 8,319              | 7,531              | 6,528              |
| 県道足立川口線～終点      | 8,319              | 7,531              | 7,579              |

- 出典：国土交通省ホームページ「平成22年度全国道路・街路交通情勢調査 一般交通量調査 箇所別基本表（埼玉県）」p.63,65、「平成27年度全国道路・街路交通情勢調査 一般交通量調査 箇所別基本表（埼玉県）」p.55

## 地理

### 通過する自治体
- 埼玉県
  - 草加市 - 川口市

### 接続・交差する主な道路
| 交差する道路                            | 交差点名     | 所在地                    | 所在地                    | 備考  |
| --------------------------------------- | ------------ | ------------------------- | ------------------------- | ----- |
| 埼玉県道49号足立越谷線 （そうか公園通） | 槐戸橋(西)   | 草加市                    | 金明町                    | 起点  |
| 国道4号                                 | 清門町       | 草加市                    | 清門                      |       |
| 東京外環自動車道                        |              | 草加市原町 川口市安行吉蔵 | 草加市原町 川口市安行吉蔵 |       |
| 国道298号                               | 草加西高校前 | 草加市原町 川口市安行吉蔵 | 草加市原町 川口市安行吉蔵 | [ 1 ] |
| 都市計画道路浦和東京線                  | 青果市場入口 | 川口市                    | 安行原                    |       |
| 埼玉県道103号吉場安行東京線             | 安行中学脇   | 川口市                    | 安行原                    |       |
| 首都高速川口線                          |              | 川口市                    | 安行吉岡                  | [ 1 ] |
| 埼玉県道239号足立川口線                 | 安行吉岡     | 川口市                    | 安行吉岡                  | [ 1 ] |
| 埼玉県道105号さいたま鳩ヶ谷線           | 本町二丁目   | 川口市                    | 鳩ヶ谷本町                | 終点  |

### 沿線
草加市
- さいたま農業協同組合新田支店
- 東武伊勢崎線 新田駅
- ブックオフ草加新田駅西口店
- イトーヨーカドー新田店
- 草加市立新田小学校
- 草加八潮消防局・草加消防署北分署
- 伝右川（吉長橋）
- 上野学園大学日本音楽史研究所（旧草加キャンパス）
- 埼玉県立草加西高等学校

川口市
- 川口市立安行スポーツセンター
- 川口中央青果市場
- さいたま農業協同組合安行支店
- 川口市役所安行支所
- マルエツ安行慈林店
- 鳩ヶ谷本町郵便局
- 川口市立文化財センター分館郷土資料館